# جنگ داخلی یونان
جنگ داخلی یونان (به یونانی: ο Eμφύλιος [Πόλεμος]) در طول سالهای ۱۹۴۶-۱۹۴۹ بین ارتش دولت یونان (با حمایت بریتانیا و ایالات متحده آمریکا) وارتش دموکراتیک یونان(مخفف انگلیسی: DSE) شاخه نظامی حزب کمونیست یونان(مخفف انگلیسی: KKE) (با حمایت بلغارستان، یوگسلاوی و آلبانی)
اتفاق افتاد.